# Zemětřesení v Calaiské úžině 1382
Zemětřesení v Calaiské úžině nastalo 21. května 1382 v 15:00 místního času. Bylo o síle 6 stupňů magnitudy a jeho intenzita se pohybovala mezi stupni 7-8 Mercalliho stupnice. Podle záznamů škod bylo epicentrum přímo v Calaiské úžině. Zemětřesení zanechalo škody především na jihovýchodě Anglie a v oblasti Nizozemí. Zemětřesení přerušilo synodu v Londýně, která se částečně sešla, aby prozkoumala náboženské spisy Johna Viklefa, která se stala známou jako Zemětřesná synoda. 

## Geologie
Geologické struktuře východní části Lamanšského průlivu dominuje trendová hranice mezi horninami, deformovanými variskou orogenezí a stabilnějším londýnsko-brabantským masivem, známým jako Severní variská tahová fronta. Londýnsko-brabantský masiv byl navrhovaným místem pro několik historických zemětřesení, včetně události v roce 1382.

## Škody
V Anglii byly zaznamenány rozsáhlé škody v Canterbury, především na Opatství v Canterbury a Canterburské katedrále, kde spadla celá kostelní věž. V Kentu, ve městě Hollingbourne, byl poničen zámek a kostel. V Londýně byla poničena Stará katedrála sv. Pavla a Westminsterské opatství. 
V Nizozemí byla poničena města Ypry, Bruggy, Lutych a Gent. 
Záznamy o zraněných a obětech žádné neexistují. 